# Hípica als Jocs Olímpics
L'hípica és un esport que forma part del programa oficial dels Jocs Olímpics d'Estiu des de l'edició realitzada el 1900 a la ciutat de París (França). En les edicions de 1904 i 1908 no fou inclòs, però en els Jocs Olímpics d'Estiu de 1912 disputats a Estocolm (Suècia) tornà a formar part del programa, un fet que no ha deixat de passar des d'aquell moment.
Fins a l'any 1952 aquest esport estigué reservat únicament als muntadors masculins, a partir d'aquells jocs les proves han estat considerades mixtes. En aquest, així com en la prova eqüestre del pentatló modern, són els únics esports olímpics en els quals hi participen animals.
Els grans dominadors d'aquesta disciplina són Alemanya (així com la RFA), Suècia, França i els Estats Units.

## Localització

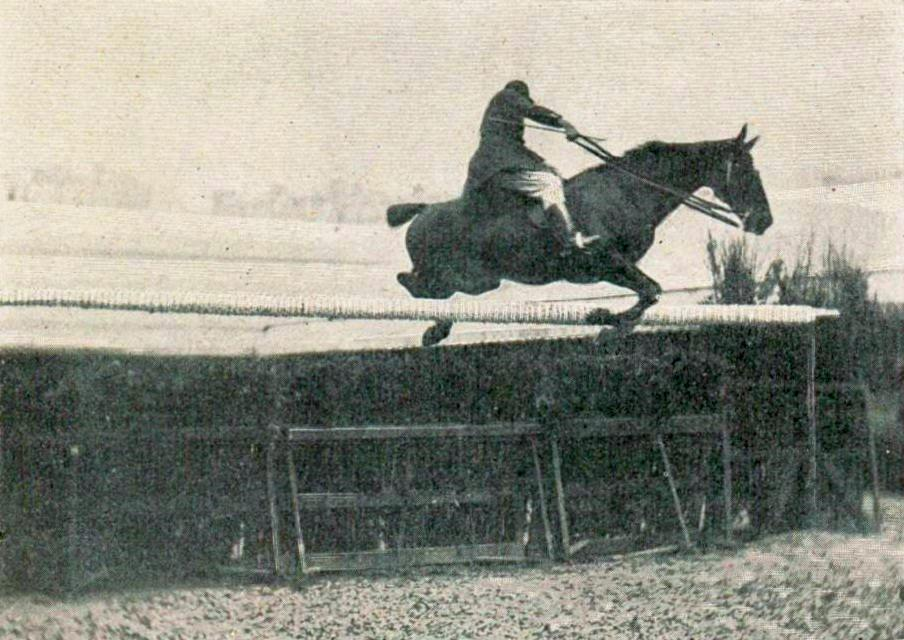
Prova l'any 1900.

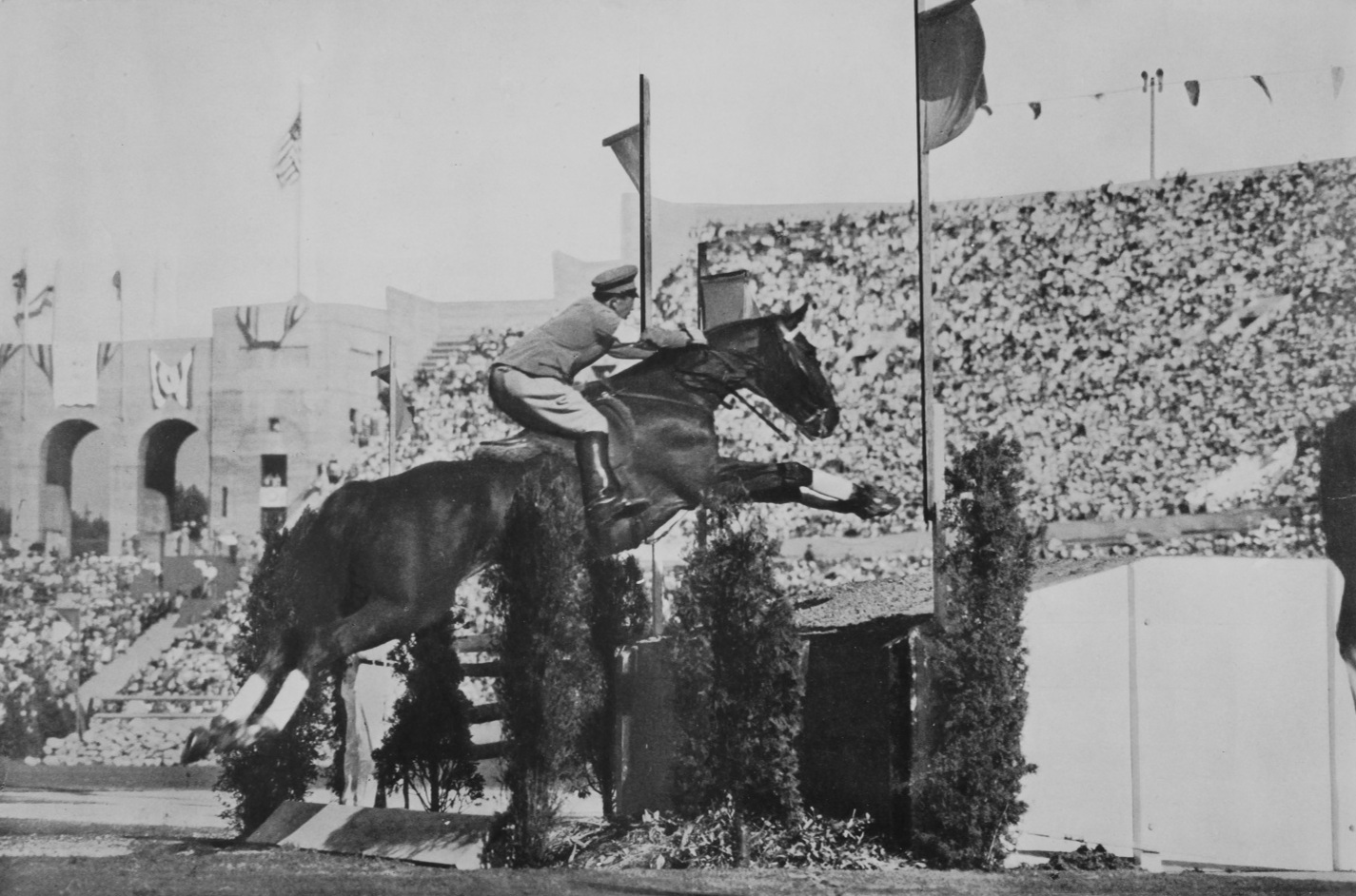
Prova l'any 1932.

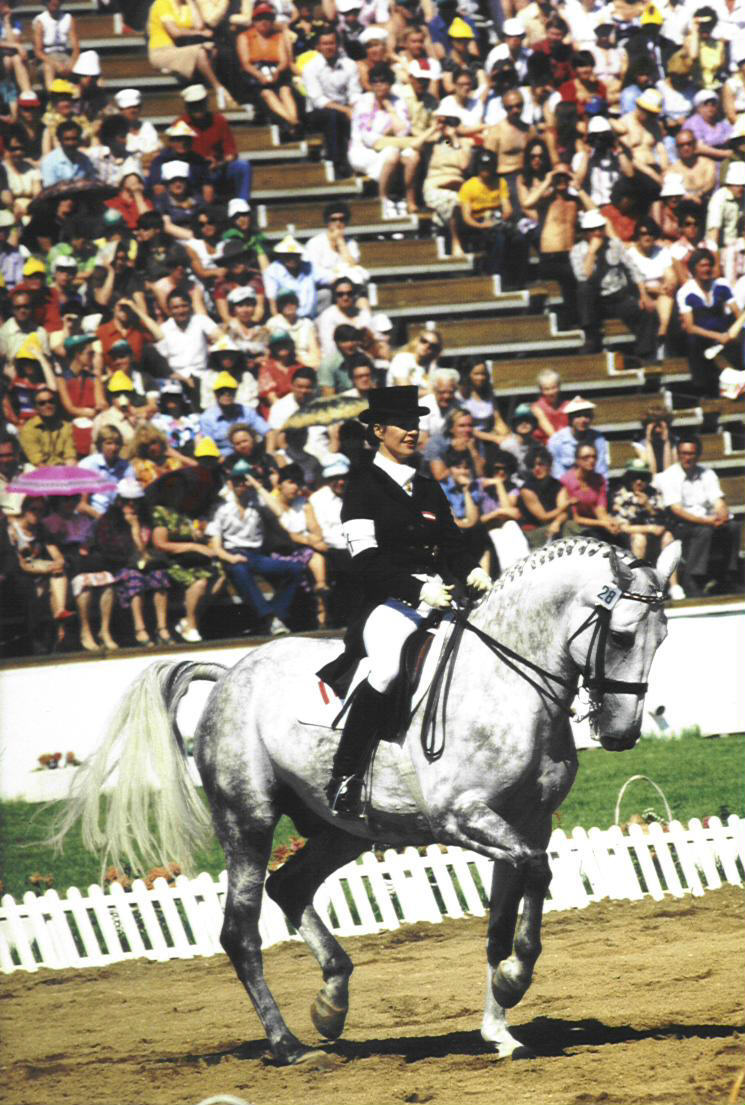
Prova l'any 1980.

Al llarg de la història dels Jocs Olímpics en dues ocasions s'han hagut de modificar les seus que albergaven les proves eqüestres.
- Jocs Olímpics d'Estiu de 1956: les proves eqüestres es van celebrar a Estocolm (Suècia) en lloc de Melbourne (Austràlia), pels requeriments del govern australià sobre la quarantena dels animals.
- Jocs Olímpics d'Estiu de 2008: les proves es van celebrar a Hong Kong en lloc de Pequín (Xina) pels alts nivells d'infecció equina. Hong Kong fou escollida pels alts nivells de quarantena imposats pel govern de la ciutat autònoma per tal de protegir les curses de cavalls molt populars entre la població.

## Normativa
- Els requisits d'edat

Els corredors estan obligats per la Federació Eqüestre Internacional (FEI) a tenir un mínim de 18 anys. Tots els cavalls han de tenir com a mínim 7 anys i no estableix cap edat màxima.
- Nombre de cavalls i genets

Les quotes de cavalls/genets varien entre cada Jocs Olímpics i disciplina. Actualment, cada Federació Nacional pot inscriure un equip de 4 genets a l'equip de salts (un dels quals és un reserva), 5 en el cas del concurs complet (sense reserves) i 3 en l'equip de doma.
- Dopatge

Degut a la gran quantitat d'ús indegut de drogues, les regles contra el dopatge en els cavalls es van establir en els Jocs Olímpics d'Estiu de 1972 a Múnic (RFA). Actualment se segueixen uns paràmetres molt estrictes per controlar el dopatge en la competició eqüestre.
- Inspeccions veterinàries

Tots els cavalls que participen en els Jocs Olímpics s'han de sotmetre a una inspecció veterinària abans dels Jocs per assegurar-se que estan en bona salut i no porten cap malaltia. Així mateix també es poden realitzar inspeccions veterinàries al llarg dels Jocs.

## Programa
L'hípica als Jocs Olímpics es reagrupa actualment sota tres grans proves, disputades a nivell individual mixt i per equips mixts.
- doma clàssica
- concurs complet
- salts

| Proves                     | 96 | 00 | 04-08 | 12 | 20 | 24 | 28 | 32 | 36 | 48 | 52 | 56 | 60 | 64 | 68 | 72 | 76 | 80 | 84 | 88 | 92 | 96 | 00 | 04 | 08 | 12 | 16 | 20 | Total |
| -------------------------- | -- | -- | ----- | -- | -- | -- | -- | -- | -- | -- | -- | -- | -- | -- | -- | -- | -- | -- | -- | -- | -- | -- | -- | -- | -- | -- | -- | -- | ----- |
| Programa actual            |    |    |       |    |    |    |    |    |    |    |    |    |    |    |    |    |    |    |    |    |    |    |    |    |    |    |    |    |       |
| Salts individual           |    | •  |       | •  | •  | •  | •  | •  | •  | •  | •  | •  | •  | •  | •  | •  | •  | •  | •  | •  | •  | •  | •  | •  | •  | •  | •  | •  | 26    |
| Salts per equips           |    |    |       | •  | •  | •  | •  | •  | •  | •  | •  | •  | •  | •  | •  | •  | •  | •  | •  | •  | •  | •  | •  | •  | •  | •  | •  | •  | 25    |
| Doma individual            |    |    |       | •  | •  | •  | •  | •  | •  | •  | •  | •  | •  | •  | •  | •  | •  | •  | •  | •  | •  | •  | •  | •  | •  | •  | •  | •  | 25    |
| Doma per equips            |    |    |       |    |    |    | •  | •  | •  | •  | •  | •  |    | •  | •  | •  | •  | •  | •  | •  | •  | •  | •  | •  | •  | •  | •  | •  | 21    |
| Concurs complet individual |    |    |       | •  | •  | •  | •  | •  | •  | •  | •  | •  | •  | •  | •  | •  | •  | •  | •  | •  | •  | •  | •  | •  | •  | •  | •  | •  | 26    |
| Concurs complet per equips |    |    |       | •  | •  | •  | •  | •  | •  | •  | •  | •  | •  | •  | •  | •  | •  | •  | •  | •  | •  | •  | •  | •  | •  | •  | •  | •  | 25    |
| Programa eliminat          |    |    |       |    |    |    |    |    |    |    |    |    |    |    |    |    |    |    |    |    |    |    |    |    |    |    |    |    |       |
| Salt d'alçada              |    | •  |       |    |    |    |    |    |    |    |    |    |    |    |    |    |    |    |    |    |    |    |    |    |    |    |    |    | 1     |
| Salt de longitud           |    | •  |       |    |    |    |    |    |    |    |    |    |    |    |    |    |    |    |    |    |    |    |    |    |    |    |    |    | 1     |
| Figures individual         |    |    |       |    | •  |    |    |    |    |    |    |    |    |    |    |    |    |    |    |    |    |    |    |    |    |    |    |    | 1     |
| Figures per equips         |    |    |       |    | •  |    |    |    |    |    |    |    |    |    |    |    |    |    |    |    |    |    |    |    |    |    |    |    | 1     |
| Total                      | 0  | 3  | 0     | 5  | 7  | 5  | 6  | 6  | 6  | 6  | 6  | 6  | 5  | 6  | 6  | 6  | 6  | 6  | 6  | 6  | 6  | 6  | 6  | 6  | 6  | 6  | 6  | 6  |       |

## Medaller

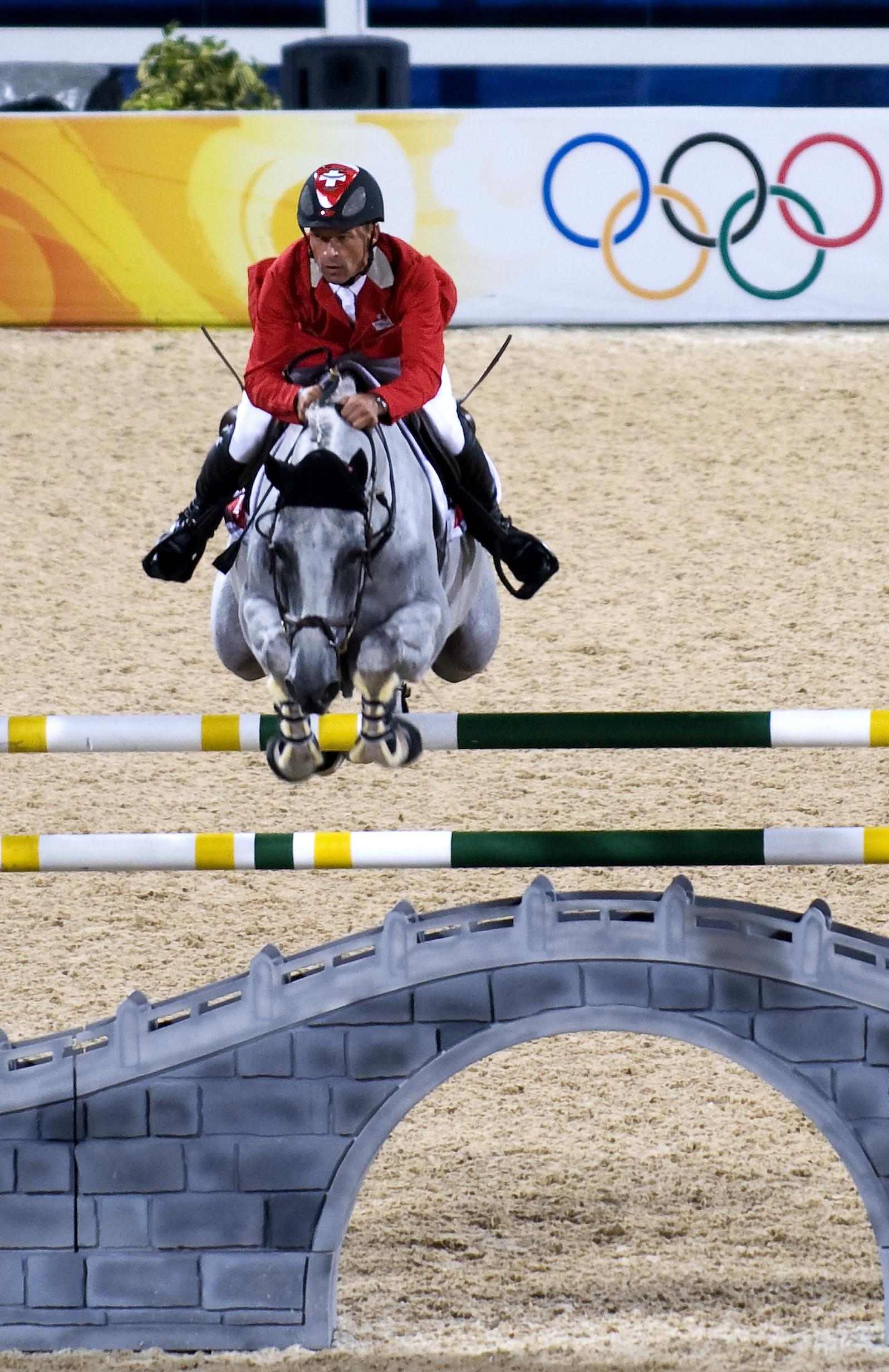
Prova l'any 2008.

en cursiva: CONs desapareguts.
Actualització: Jocs Olímpics Tòquio 2020.
| Posició | País           | Or  | Plata | Bronze | Total |
| 1       | Alemanya       | 30  | 18    | 18     | 66    |
| 2       | Suècia         | 17  | 12    | 14     | 43    |
| 3       | França         | 15  | 15    | 12     | 42    |
| 4       | Estats Units   | 12  | 20    | 20     | 52    |
| 5       | Regne Unit     | 11  | 11    | 13     | 35    |
| 6       | RFA            | 11  | 5     | 9      | 25    |
| 7       | Països Baixos  | 10  | 13    | 3      | 26    |
| 8       | Itàlia         | 7   | 9     | 7      | 23    |
| 9       | Unió Soviètica | 6   | 5     | 4      | 15    |
| 10      | Austràlia      | 6   | 3     | 3      | 12    |
| 11      | Suïssa         | 5   | 10    | 8      | 23    |
| 12      | Bèlgica        | 5   | 2     | 6      | 13    |
| 13      | Nova Zelanda   | 3   | 2     | 5      | 10    |
| 14      | Canadà         | 2   | 2     | 3      | 7     |
| 15      | Mèxic          | 2   | 1     | 4      | 7     |
| 16      | Polònia        | 1   | 3     | 2      | 6     |
| 17      | Espanya        | 1   | 2     | 1      | 4     |
| 18      | Àustria        | 1   | 1     | 1      | 3     |
| 19      | Brasil         | 1   | 0     | 2      | 3     |
| 20      | Txecoslovàquia | 1   | 0     | 0      | 1     |
| 20      | Japó           | 1   | 0     | 0      | 1     |
| 22      | Dinamarca      | 0   | 4     | 2      | 6     |
| 23      | Xile           | 0   | 2     | 0      | 2     |
| 24      | Romania        | 0   | 1     | 1      | 2     |
| 25      | Argentina      | 0   | 1     | 0      | 1     |
| 25      | Bulgària       | 0   | 1     | 0      | 1     |
| 25      | Noruega        | 0   | 1     | 0      | 1     |
| 28      | Portugal       | 0   | 0     | 3      | 3     |
| 29      | Aràbia Saudita | 0   | 0     | 2      | 2     |
| 30      | Hondures       | 0   | 0     | 1      | 1     |
| 30      | Irlanda        | 0   | 0     | 1      | 1     |
| Total   | Total          | 148 | 144   | 145    | 437   |

## Medallistes més guardonats
| Nom                 | CON            | Anys                       | Or | Plata | Bronze | Total |
| Isabell Werth       | Alemanya       | 1992-2000, 2008, 2016      | 6  | 4     | 0      | 10    |
| Anky van Grunsven   | Països Baixos  | 1988-2012                  | 3  | 5     | 1      | 9     |
| Reiner Klimke       | Alemanya · RFA | 1960-1968, 1976, 1984-1988 | 6  | 0     | 2      | 8     |
| Hans Günter Winkler | Alemanya · RFA | 1956-1976                  | 5  | 1     | 1      | 7     |
| John Michael Plumb  | Estats Units   | 1960-1976, 1984, 1992      | 2  | 4     | 0      | 6     |
| Mark Todd           | Nova Zelanda   | 1984-1992, 2000, 2008-2012 | 2  | 1     | 2      | 6     |
| Raimondo D'Inzeo    | Itàlia         | 1948-1976                  | 1  | 2     | 3      | 6     |
| Piero D'Inzeo       | Itàlia         | 1948-1976                  | 0  | 2     | 4      | 6     |